# Карбонат магния
Карбонат магния, магний углекислый, MgCO3 — магниевая соль угольной кислоты.

## Свойства
Белые кристаллы, плотность 3,037 г/см³. При 500 °C заметно, а при 650 °C полностью разлагается на MgO и CO2. Растворимость карбоната магния в воде незначительна (22 мг/л при 25 °C) и уменьшается с повышением температуры. При насыщении CO2 водной суспензии MgCO3 последний растворяется вследствие образования гидрокарбоната Мg(HCO3)2. Из водных растворов в отсутствие избытка CO2 выделяются основные карбонаты магния. С карбонатами ряда металлов карбонат магния образует двойные соли, к которым относится и природный минерал доломит MgCO3·CaCO3.

## Распространённость в природе
Карбонат магния широко распространён в природе в виде минерала магнезита. Кроме того, присутствует в стереоме иглокожих.

## Применение
Основной карбонат магния 
{\displaystyle {\ce {3MgCO3.Mg(OH)2.3H2O}}} (так называемая белая магнезия) применяют как наполнитель в резиновых смесях, для изготовления теплоизоляционных материалов.
В медицине и в качестве пищевой добавки E504 используется основной карбонат магния {\displaystyle {\ce {4MgCO3.Mg(OH)2.nH2O}}}.
Спортивная магнезия {\displaystyle {\ce {4MgCO3.Mg(OH)2.4H2O}}} используется для подсушивания кожи ладоней и, как следствие, увеличения надёжности хвата.
Карбонат магния используется в производстве стекла, цемента, кирпича.